# Таир (объективы)
«Таи́р» — семейство телеобъективов повышенной светосилы, выпускавшихся в СССР для зеркальных фотоаппаратов и кинокамер.
Оптическая схема семейства разработана советским оптиком Давидом Волосовым в 1943 году для удалённой фоторазведки в условиях пониженной освещённости. Название «Таир» является сокращённым именем звезды Альтаир без арабского артикля «аль». Объективы «Таир» составляли основу всех фоторужей типа «Фотоснайпер».

## Технические особенности
Оригинальная схема состоит из трёх линз, достаточных при небольших угловых полях. При необходимости расширении поля зрения добавляется четвёртая линза, корригирующая возрастающие по краю поля изображения аберрации. Независимо от количества линз, все телеобъективы «Таир» строятся по классической схеме телескопа Галилея с сильным положительным компонентом спереди и отрицательным сзади. Главной особенностью объективов «Таир» является большая толщина отрицательного мениска в задней части. Благодаря этому линза служит компенсатором, исправляющим астигматизм и присущую ему кривизну поверхности изображения.
В результате, четвёртый коэффициент Зейделя, определяющий астигматическую кривизну, составляет всего около 0,1 (0,25 — удовлетворительно, 0,2 — хорошо, 0,15 — отлично, 0,1 — превосходно). Поэтому при очень простой конструкции объектива качество изображения равномерно по всему полю. Вместе с тем, при наличии всего трёх линз отсутствует параметр, который может контролировать дисторсию. Положительная по знаку дисторсия присутствует в «Таирах», но за счёт небольших угловых полей она невелика и практически незаметна.

## Спецификация
Параметры объективов приведены в соответствии с каталогом ГОИ 1963 года.
| Модель     | Формат     | Фокусное расстояние | Светосила | Угловое поле |
| ---------- | ---------- | ------------------- | --------- | ------------ |
| АПО Таир-1 | 24 × 36 мм | 298,73 мм           | ƒ/4,5     | 8°           |
| Таир-2     | 24 × 36 мм | 300 мм              | ƒ/4,5     | 8°           |
| Таир-3     | 24 × 36 мм | 300 мм              | ƒ/4,5     | 8°           |
| Таир-4     | 24 × 36 мм | 600 мм              | ƒ/4,5     | 4°           |
| Таир-7     | 8 × 8 см   | 300 мм              | ƒ/4,5     | 22°          |
| Таир-8     | 8 × 8 см   | 500 мм              | ƒ/4,5     | 13°          |
| Таир-10    | 9 × 9 см   | 750 мм              | ƒ/4,5     | 10°          |
| Таир-11    | 24 × 36 мм | 133,2 мм            | ƒ/2,8     | 18°          |
| Таир-12    | 35-мм      | 150 мм              | ƒ/4,0     | 11°          |
| Таир-13    | 16-мм      | 75 мм               | ƒ/5,6     | 10°          |
| Таир-14    | 35-мм      | 180 мм              | ƒ/8,0     | 9° 30'       |
| Таир-15    | 16-мм      | 50 мм               | ƒ/4,0     | 15°          |
| Таир-16    | 9 × 9 см   | 500 мм              | ƒ/4,5     | 14°          |
| Таир-18    | 24 × 36 мм | 300 мм              | ƒ/2,5     | 8°           |
| Таир-19    | 24 × 36 мм | 500 мм              | ƒ/3,0     | 5°           |
| Таир-30    | 6 × 9 см   | 300 мм              | ƒ/4,5     | 20°          |
| Таир-33    | 6 × 6 см   | 302,6 мм            | ƒ/4,5     | 15°          |
| Таир-38Ц   | 24 × 36 мм | 135 мм              | ƒ/2,8     | 18°          |
| Таир-40    | 16-мм      | 111 мм              | ƒ/5,0     | 5°           |
| Таир-41    | 16-мм      | 50,44 мм            | ƒ/2,2     | 15°          |
| Таир-44-Т  | 24 × 32 мм | 300 мм              | ƒ/4,5     | 7° 30'       |
| Таир-45-Т  | 24 × 32 мм | 180 мм              | ƒ/2,8     | 13°          |
| Таир-46-Т  | 24 × 32 мм | 500 мм              | ƒ/5,6     | 5°           |
| Таир-47-Т  | 24 × 32 мм | 400 мм              | ƒ/4,5     | 6°           |
| Таир-48-Т  | 24 × 32 мм | 210 мм              | ƒ/3,5     | 10°          |
| Таир-51-Т  | 24 × 32 мм | 135 мм              | ƒ/3,0     | 17°          |
| Таир-52-Т  | 24 × 32 мм | 1000 мм             | ƒ/8,0     | 2° 20'       |
| Таир-56    | 24 × 36 мм | 150,1 мм            | ƒ/2,8     | 16°          |

Оптическая схема «Таир» была использована также в длиннофокусных объективах линейки профессиональной киносъёмочной оптики ОКС1-200-1, ОКС1-300-1 и ОКС2-150-1. Дальнейшее совершенствование привело к разработке объективов-апохроматов серии «АПО-Таир» с низкодисперсными элементами.
В июле 2022 года Ростех продемонстрировал два объектива на «Иннопроме»: Таир 45 2,3/95 и МС Рубинар 2/100 М. По сообщению холдинга, Таир 45 разработан на основе старых расчётов Давида Волосова.